# Joseph Calmette
Joseph Calmette (* 1. September 1873 in Perpignan; † 16. August 1952 in Toulouse) war ein französischer Mediävist.
Nach seinem Studium an der École nationale des chartes, das er mit einer Thesis über Ludwig XI. und Aragon abschloss, wurde er Mitglied der École française de Rome (1900–1902). Anschließend unterrichtete er mittelalterliche Geschichte an der Universität Montpellier (ab 1903), der Universität Dijon (ab 1905) und schließlich von 1911 bis 1946 an der Universität Toulouse. 1934 wurde er in die Académie des Inscriptions et Belles-Lettres gewählt.

## Schriften
- La diplomatie carolingienne du traité de Verdun à la mort de Charles le Chauve. (843–877) (= Bibliothèque de l’Ecole des hautes études. Sciences historiques et philologiques. 135, ISSN 0761-148X). Bouillon, Paris 1901, (Digitalisat).
- Les comtés et les comtes de Toulouse et de Rodez sous Charles le Chauve. In: Annales du Midi. Band 17, Nr. 65, 1905, S. 5–26, doi:10.3406/anami.1905.3652.
- mit Henri Drouot: Histoire de la Bourgogne. Boivin et Cie, Paris 1928.
- Le monde féodal (= Clio. Introduction aux études historiques. 4, ZDB-ID 419694-6). Presses Universitaires de France, Paris 1934.
- L’effondrement d’un Empire et la naissance d’une Europe. (IXe–Xe siècles). Aubier – Éditions Montaigne, Paris 1941.
- Charles V. Fayard, Paris 1945.
- La question des Pyrénées et la Marche d’Espagne au moyen âge. Janin, Paris 1947.
- Les grands ducs de Bourgogne. Michel, Paris 1949.
  - deutsch: Die großen Herzöge von Burgund. Aus dem Französischen übertragen von Eleonore Seitz und Hermann Rinn. Callwey, München 1963.
- Le Reich allemand au Moyen Age. Payot, Paris 1951.
- mit David Henri: Les grandes heures de Vézelay. SFELT, Paris 1951.